# لاسانا دیارا (بازیکن فوتبال، زاده ۱۹۸۹)
لاسانا دیارا (انگلیسی: Lassana Diarra؛ زادهٔ ۲۹ دسامبر ۱۹۸۹) بازیکن فوتبال اهل مالی است.
از باشگاه‌هایی که در آن بازی کرده است می‌توان به باشگاه ورزشی جولیبا و باشگاه فوتبال تی‌پی مازمبه اشاره کرد.
وی همچنین در تیم ملی فوتبال مالی بازی کرده است.